# Bifrenaria harrisoniae
Espèce
Statut CITES
Bifrenaria harrisoniae est une espèce d'orchidées du genre Bifrenaria originaire du Brésil.